# Le Grand-Village-Plage
Le Grand-Village-Plage település Franciaországban, Charente-Maritime megyében. Lakosainak száma 1096 fő (2022. január 1.). Le Grand-Village-Plage Le Château-d’Oléron, Dolus-d’Oléron és Saint-Trojan-les-Bains községekkel határos.

## Népesség
A település népességének változása:
| Lakosok száma | 697  | 711  | 718  | 970  | 1044 | 1044 | 1051 | 1070 | 1074 | 1096 |
|               | 1968 | 1982 | 1990 | 2006 | 2013 | 2015 | 2017 | 2019 | 2020 | 2022 |